# Massariothea botulispora
Massariothea botulispora är en svampart som först beskrevs av Teng, och fick sitt nu gällande namn av B. Sutton 1980. Massariothea botulispora ingår i släktet Massariothea, divisionen sporsäcksvampar och riket svampar.   Inga underarter finns listade i Catalogue of Life.